# Pero binasata
Pero binasata är en fjärilsart som beskrevs av W. Warren 1906. Pero binasata ingår i släktet Pero och familjen mätare. Inga underarter finns listade i Catalogue of Life.